# Équipe d'Écosse de rugby à XV à la Coupe du monde 2007
L'équipe d'Écosse de rugby à XV dispute la Coupe du monde 2007, organisée par la France, en étant dans la Poule C pour la première phase; elle affronte la Nouvelle-Zélande, l'Italie, la Roumanie et le Portugal. L'Écosse s'impose contre le Portugal 56-10 puis contre la Roumanie 42-0. Le match au sommet entre les All Blacks et l'Écosse voit la victoire des champions du monde 1987 sur les remplaçants écossais par 40-0. Le match restera dans les mémoires seulement pour la cacophonie des maillots, gris noirs contre noirs et gris. Le XV du chardon bat par la suite les Italiens pour finir second de la poule, derrière les All Blacks. L'Écosse doit alors affronter le vainqueur de la poule D, au Stade de France (Saint-Denis). Elle s'incline 19-13.

## Les 30 sélectionnés
La liste suivante indique les joueurs retenus pour participer à la coupe du monde 2007.
| Joueur         | Poste           | Club                 |
| -------------- | --------------- | -------------------- |
| Allan Jacobsen | Pilier          | Edinburgh            |
| Gavin Kerr     | Pilier          | Glasgow Warriors     |
| Euan Murray    | Pilier          | Northampton Saints   |
| Craig Smith    | Pilier          | Edinburgh            |
| Ross Ford      | Talonneur       | Glasgow Warriors     |
| Scott Lawson   | Talonneur       | Sale Sharks          |
| Jim Hamilton   | Deuxième ligne  | Leicester Tigers     |
| Nathan Hines   | Deuxième ligne  | USA Perpignan        |
| Scott MacLeod  | Deuxième ligne  | Llanelli Scarlets    |
| Scott Murray   | Deuxième ligne  | US Montauban         |
| John Barclay   | Troisième ligne | Glasgow Warriors     |
| Kelly Brown    | Troisième ligne | Glasgow Warriors     |
| David Callam   | Troisième ligne | Edinburgh            |
| Allister Hogg  | Troisième ligne | Edinburgh            |
| Simon Taylor   | Troisième ligne | Stade français Paris |
| Fergus Thomson | Talonneur       | Glasgow Warriors     |
| Jason White    | Troisième ligne | Sale Sharks          |

| Joueur           | Poste            | Club               |
| ---------------- | ---------------- | ------------------ |
| Mike Blair       | Demi de mêlée    | Edinburgh          |
| Chris Cusiter    | Demi de mêlée    | USA Perpignan      |
| Rory Lawson      | Demi de mêlée    | Gloucester RFC     |
| Dan Parks        | Demi d'ouverture | Glasgow Warriors   |
| Rob Dewey        | Centre           | Ulster             |
| Marcus Di Rollo  | Centre           | Edinburgh          |
| Andrew Henderson | Centre           | Glasgow Warriors   |
| Simon Webster    | Centre           | Edinburgh          |
| Rory Lamont      | Ailier           | Sale Sharks        |
| Sean Lamont      | Ailier           | Northampton Saints |
| Nikki Walker     | Ailier           | Ospreys            |
| Chris Paterson   | Arrière          | Gloucester RFC     |
| Hugo Southwell   | Arrière          | Edinburgh          |

## La Coupe du Monde
L'Écosse dispute quatre matches préliminaires dans la Poule C.

### Match 1:Écosse-Portugal: 56-10 (9septembre2007,Stade Geoffroy-Guichard,Saint-Étienne)
Date : 9 septembre 2007

Composition des équipes

Stade : Stade Geoffroy-Guichard, Saint-Étienne ( France)
Arbitre : Steve Walsh 
Composition des équipes :
Écosse

Titulaires : Rory Lamont, Sean Lamont, Marcus Di Rollo, Rob Dewey, Simon Webster, Dan Parks, Mike Blair, Simon Taylor, Allister Hogg, Jason White (cap.), Scott Murray, Nathan Hines, Euan Murray, Scott Lawson, Allan Jacobsen

Remplaçants : Ross Ford, Gavin Kerr, Scott MacLeod, Kelly Brown, Rory Lawson, Chris Paterson, Hugo Southwell
Portugal

Titulaires : Rui Cordeiro, Joaquim Ferreira, Cristian Spachuck, Gonçalo Uva, David Penalva, Juan Severino, João Uva, Vasco Uva (cap.),  José Pinto, Duarte Cardoso Pinto, Pedro Carvalho, Diogo Mateus, Federico Sousa, David Mateus, Pedro Leal

Remplaçants : Juan Murré, João Correia, Paulo Murinello, Diogo Coutinho, Luís Pissarra, Pedro Cabral (en), Miguel Portela
Points marqués :
Écosse : 8 essais de Lamont (11e, 15e), Lawson (23e), Dewey (29e), Parks (57e), Southwell (59e), Brown (68e), Ford (76e), 5 transformations de <parks (12e, 16e, 24e, 30e, 57e), 3 transformatons de Paterson (60e, 69e, 77e)

### Match 2:Écosse-Roumanie: 42-0 (18septembre2007,MurrayfieldàÉdimbourg(Écosse))
Date : 18 septembre 2007

Composition des équipes

Composition des équipes

Stade : Murrayfield à Édimbourg ( Écosse)
Arbitre : Nigel Owens  ()
Homme du match : Allister Hogg
Rapport officiel : statistiques
Composition des équipes :
Écosse

Titulaires : 15 Rory Lamont, 14 Sean Lamont, 13 Simon Webster, 12 Rob Dewey, 11 Chris Paterson, 10 Dan Parks, 9 Mike Blair, 8 Simon Taylor, 7 Allister Hogg, 6 Jason White, 5 Jim Hamilton, 4 Nathan Hines, 3 Euan Murray, 2 Ross Ford, 1 Gavin Kerr

Remplaçants : 16 Scott Lawson, 17 Craig Smith, 18 Scott MacLeod, 19 Kelly Brown, 20 Chris Cusiter, 21 Hugo Southwell, 22 Nikki Walker
Roumanie

Titulaires : 15 Iulian Dumitras, 14 Catalin Fercu, 13 Minya Csaba Gal, 12 Romeo Gontineac, 11 Gabriel Brezoianu, 10 Ionut Dimofte, 9 Lucian Sirbu, 8 Ovidiu Tonita, 7 Alexandru Manta, 6 Florin Corodeanu, 5 Cristian Petre, 4 Sorin Socol (cap.), 3 Bogdan Balan, 2 Marius Tincu, 1 Petrisor Toderasc

Remplaçants : 16 Silviu Florea, 17 Razvan Mavrodin, 18 Cosmin Ratiu, 19 Alexandru Tudori, 20 Valentin Calafeteanu, 21 Ionut Tofan, 22 Florin Vlaicu
Points marqués :
Écosse : 6 essais de Paterson (2e), Hogg (17e, 46e, 53e), R.Lamont (36e, 72e), 6 transformations de Paterson

### Match 3:Écosse-Nouvelle-Zélande: 0-40 (23septembre2007,MurrayfieldàÉdimbourg(Écosse))
Date : 23 septembre 2007
Stade : Murrayfield à Édimbourg ( Écosse)
Arbitre : Marius Jonker 
Composition des équipes :
Écosse

Titulaires : 1 Alasdair Dickinson, 2 Scott Lawson, 3 Craig Smith, 4 Scott MacLeod, 5 Scott Murray (cap.), 6 Kelly Brown, 7 John Barclay, 8 David Callam, 9 Chris Cusiter, 10 Chris Paterson, 11 Simon Webster, 12 Andrew Henderson, 13 Marcus Di Rollo, 14 Nikki Walker, 15 Hugo Southwell

Remplaçants : 16 Fergus Thomson, 17 Gavin Kerr, 18 Jim Hamilton, 19 Allister Hogg, 20 Rory Lawson, 21 Dan Parks, 22 Rob Dewey
Nouvelle-Zélande

Titulaires : 15 Leon MacDonald, 14 Doug Howlett, 13 Conrad Smith, 12 Luke McAlister, 11 Sitiveni Sivivatu, 10 Dan Carter, 9 Byron Kelleher, 8 Rodney So'oialo, 7 Richie McCaw (cap.), 6 Chris Masoe, 5 Ali Williams, 4 Reuben Thorne, 3 Carl Hayman, 2 Anton Oliver, 1 Tony Woodcock

Remplaçants : 16 Andrew Hore, 17 Neemia Tialata, 18 Chris Jack, 19 Sione Lauaki, 20 Brendon Leonard, 21 Nick Evans, 22 Isaia Toeava
Points marqués :
Écosse : -
L'équipe de Nouvelle-Zélande veut-elle punir l'Écosse de ne pas avoir présenté sa meilleure équipe ? c'est le Kapa o Pango qui est interprété en préambule. Les All Blacks appliqués inscrivent 6 essais sans concèder un point pour remporter la victoire la plus large jamais réalisée en Écosse. Par contre, Daniel Carter a été défaillant comme buteur. Doug Howlett marque son 47e essai en match international et devient le meilleur marqueur d'essais All-Black de tous les temps. Avec cette victoire, la Nouvelle-Zélande assure sa qualification pour les quarts de finale.

### Match 4:Écosse-Italie: 18-16 (29septembre2007,Stade Geoffroy-GuichardàSaint-Étienne)
Date : 29 septembre 2007

Composition des équipes

Stade : Stade Geoffroy-Guichard à Saint-Étienne ( France)
Arbitre : Jonathan Kaplan 
Rapport officiel : Statistiques
Composition des équipes :
Écosse

Titulaires : 1 Gavin Kerr, 2 Ross Ford, 3 Euan Murray, 4 Nathan Hines, 5 Jim Hamilton, 6 Jason White (cap.), 7 Allister Hogg, 8 Simon Taylor, 9 Mike Blair, 10 Dan Parks, 11 Chris Paterson, 12 Rob Dewey, 13 Simon Webster, 14 Sean Lamont, 15 Rory Lamont

Remplaçants : 16 Scott Lawson, 17 Craig Smith, 18 Scott MacLeod, 19 Kelly Brown, 20 Chris Cusiter, 21 Andrew Henderson, 22 Hugo Southwell
Italie

Titulaires : 15 David Bortolussi, 14 Kaine Robertson, 13 Gonzalo Canale, 12 Mirco Bergamasco, 11 Andrea Masi, 10 Ramiro Pez, 9 Alessandro Troncon (cap.), 8 Sergio Parisse, 7 Mauro Bergamasco, 6 Josh Sole, 5 Carlo Del Fava, 4 Santiago Dellapè, 3 Martin Castrogiovanni, 2 Carlo Festuccia, 1 Salvatore Perugini

Remplaçants : 16 Fabio Ongaro, 17 Andrea Lo Cicero, 18 Valerio Bernabo, 19 Leonardo Ghiraldini, 20 Paul Griffen, 21 Roland de Marigny, 22 Ezio Galon
Points marqués :
Écosse : 6 pénalités de Paterson (2e, 5e, 32e, 35e, 47e, 52e)

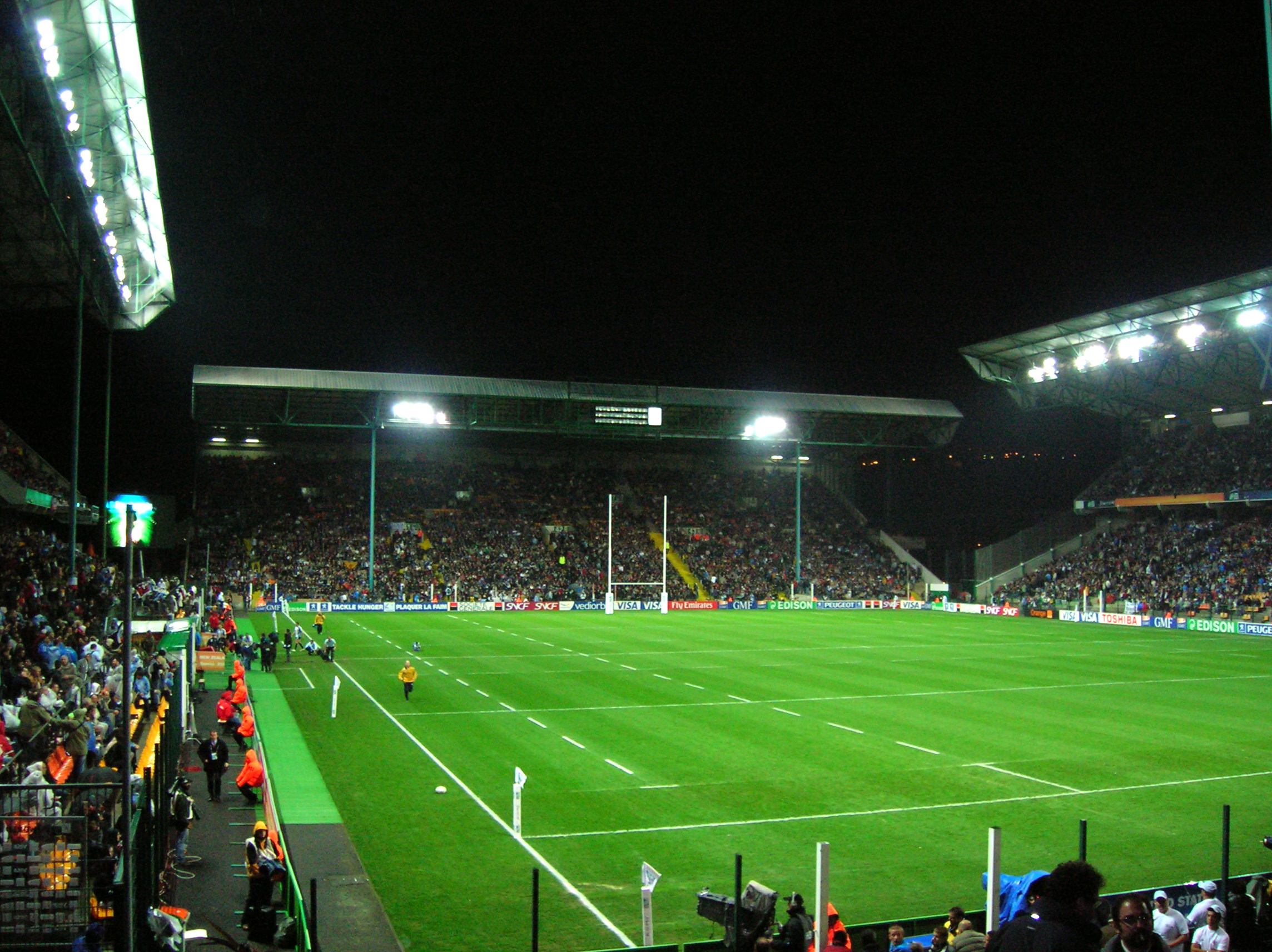

Pour ce match décisif pour la qualification aux quarts de finale, l'équipe d'Italie est privée de son capitaine Marco Bortolami. Elle s'incline de deux points face à une équipe écossaise plus réaliste qui n'a pas marqué d'essai, mais a su inscrire les points qui se présentaient. Paterson inscrit les 6 pénalités qui lui sont offertes. Malgré un essai du vétéran Troncon, qui arrête sa carrière internationale après ce match, les Italiens ne trouvent pas la solution face à des Écossais solides sous la pluie de Saint-Étienne. David Bortolussi, malheureux dans ses coups de pied (3 pénalités réussies sur 6 tentatives seulement), manque la pénalité de la gagne à 3 minutes du terme. Pierre Berbizier quitte ses fonctions d'entraîneur du XV d'Italie.

### Classement
| Place | Nation           | Matchs | Matchs   | Matchs | Matchs  | Points | Points | Points     | Essais | Essais | Essais     | Bonus points | Classement points |
| Place | Nation           | joués  | victoire | nul    | défaite | pour   | contre | différence | pour   | contre | différence | Bonus points | Classement points |
| ----- | ---------------- | ------ | -------- | ------ | ------- | ------ | ------ | ---------- | ------ | ------ | ---------- | ------------ | ----------------- |
| 1     | Nouvelle-Zélande | 4      | 4        | 0      | 0       | 309    | 35     | +274       | 46     | 4      | +42        | 4            | 20                |
| 2     | Écosse           | 4      | 3        | 0      | 1       | 116    | 66     | +50        | 14     | 8      | +6         | 2            | 14                |
| 3     | Italie           | 4      | 2        | 0      | 2       | 85     | 117    | -32        | 8      | 14     | -6         | 1            | 9                 |
| 4     | Roumanie         | 4      | 1        | 0      | 3       | 40     | 161    | -121       | 5      | 22     | -17        | 1            | 5                 |
| 5     | Portugal         | 4      | 0        | 0      | 4       | 38     | 209    | -171       | 4      | 29     | -25        | 1            | 1                 |

### Quart de finale
Date : 7 octobre 2007, 21:00
Stade : Stade de France, à Saint-Denis ( France)
Arbitre : Joël Jutge 
Composition des équipes :
Argentine

Titulaires : 1 Rodrigo Roncero, 2 Mario Ledesma, 3 Martín Scelzo, 4 Ignacio Fernández Lobbe, 5 Patricio Albacete, 6 Lucas Ostiglia, 7 Juan Martín Fernández Lobbe, 8 Gonzalo Longo, 9 Agustín Pichot (cap.), 10 Juan Martín Hernández, 11 Horacio Agulla, 12 Felipe Contepomi, 13 Manuel Contepomi, 14 Lucas Borges, 15 Ignacio Corleto

Remplaçants : 16 Alberto Vernet Basualdo, 17 Omar Hasan, 18 Rimas Álvarez Kairelis, 19 Juan Manuel Leguizamón, 20 Nicolas Fernández Miranda, 21 Federico Todeschini, 22 Hernán Senillosa
Écosse

Titulaires : 1 Gavin Kerr, 2 Ross Ford, 3 Euan Murray, 4 Nathan Hines, 5 Jim Hamilton, 6 Jason White (cap.), 7 Allister Hogg, 8 Simon Taylor, 9 Mike Blair, 10 Dan Parks, 11 Chris Paterson, 12 Rob Dewey, 13 Simon Webster, 14 Sean Lamont, 15 Rory Lamont

Remplaçants : 16 Scott Lawson, 17 Craig Smith, 18 Scott MacLeod, 19 Kelly Brown, 20 Chris Cusiter, 21 Andrew Henderson, 22 Hugo Southwell
Points marqués :
Argentine : 1 essai de Longo (32e), 1 transformation de F.Contepomi (33e),  3 pénalités de Contepomi (22e, 26e, 42e), 1 drop de Hernandez (55e)
Les Argentins gagnent le match grâce à leurs buteurs, Felipe Contepomi et Juan Martín Hernández, à l'issue d'un match terne, ponctué de nombreuses chandelles de part et d'autre, et marqué seulement par un essai argentin de Gonzalo Longo, qui contre un dégagement écossais, auquel a répondu un essai de l'Écossais Chris Cusiter. L'Argentine se qualifie pour la première fois de son histoire pour les demi-finales, où elle affronte l'Afrique du Sud, contre qui elle n'a jamais gagné.

## Meilleurs marqueurs d'essais écossais
1. Rory Lamont, 4 essais
2. Allister Hogg, 3 essais
3. Kelly Brown, Chris Cusiter, Rob Dewey, Ross Ford, Scott Lawson, Dan Parks, Chris Paterson, Hugo Southwell, 1 essai

## Meilleur réalisateur écossais
1. Chris Paterson, 46 points, 1 essai, 10 transformations, 7 pénalités
2. Rory Lamont, 20 points, 4 essais
3. Dan Parks, 18 points, 1 essai, 5 transformations, 1 pénalité
4. Allister Hogg, 15 points, 3 essais
5. Kelly Brown, Chris Cusiter, Rob Dewey, Ross Ford, Scott Lawson, Hugo Southwell, 5 points, 1 essai